# わすれもの (三野姫のアルバム)
『わすれもの』は、2011年5月5日にリリースされた三野姫のアルバムである。

## 解説
- 三野姫の1枚目のオリジナル・アルバム

## 収録曲
| 全編曲: 三野姫。 |                              |          |          |
| #                | タイトル                     | 作詞     | 作曲     |
| 1.               | 「YASAI」                    | 渡辺英樹 | 渡辺英樹 |
| 2.               | 「DOOR」                     | 野村義男 | 野村義男 |
| 3.               | 「上にバジルと粒マスタード」 | 渡辺英樹 | 渡辺英樹 |
| 4.               | 「願ったり、叶ったり」       | 三野姫   | 三野姫   |
| 5.               | 「東京タワー」               | 野村義男 | 野村義男 |
| 6.               | 「涙あふれ」                 | 渡辺英樹 | 渡辺英樹 |
| 7.               | 「ラーメン食べて帰ろう」     | 野村義男 | 野村義男 |
| 8.               | 「火縄銃」(放談：三野姫)     |          |          |
| 9.               | 「それが男の生きる道」       | 渡辺英樹 | 野村義男 |

## 楽曲解説
1. YASAI
2. DOOR
3. 上にバジルと粒マスタード
4. 願ったり、叶ったり
5. 東京タワー
6. 涙あふれ
7. ラーメン食べて帰ろう
8. 火縄銃
トーク
9. それが男の生きる道